# Angolaloofbuulbuul
De angolaloofbuulbuul (Phyllastrephus fulviventris) is een zangvogel uit de familie Pycnonotidae (buulbuuls).

## Verspreiding en leefgebied
Deze soort komt voor in westelijk Congo-Kinshasa, Cabinda en westelijk Angola.